# Leihschein

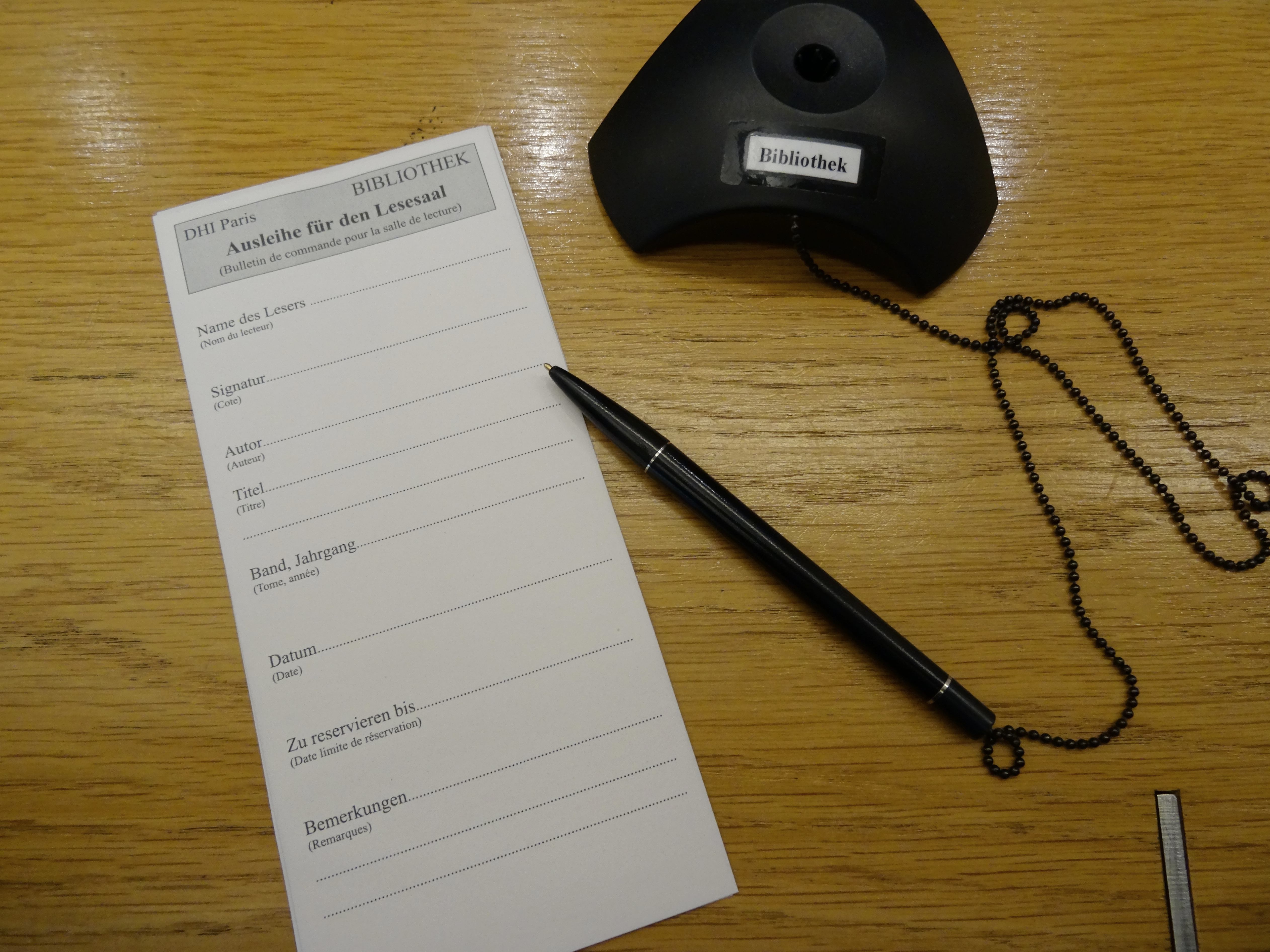
Leihschein für Magazinbestellungen im Deutschen Historischen Institut Paris

Ein Leihschein ist ein bibliothekarisches Dokument zur schriftlichen Dokumentation eines Leihvorgangs.
Der Leihschein löste in vielen Bibliotheken in Büchern geführte Ausleihlisten ab. Die Verzeichnung von Leihvorgängen auf einzelnen Scheinen ermöglichte eine flexible Sortierung und damit die Verwaltung auch größerer Bibliotheksbestände. Der Leihschein wiederum wurde in manchen Bibliotheken durch Lochkarten abgelöst, in anderen durch Software. Dazu wird meist ein Integriertes Bibliothekssystem verwendet.
Leihscheine sind jedoch immer noch in Verwendung, auch für Magazinbestellungen oder Lesesaalausleihen.

## Roter Leihschein
Der sogenannte Rote Leihschein wird Bibliotheken zur Abwicklung einer Fernleihe genutzt. Auf dem Roten Leihschein wird der Titel des gewünschten Werkes und weitere zur Abwicklung notwendige Daten eingetragen, zum Beispiel die durch den Bestellenden maximal getragenen Kosten oder Bibliotheken, die das Werk im Bestand haben. Der Leihschein wird dann an die besitzenden Bibliotheken geschickt, die ihn dann mit dem Werk zusammen zur bestellenden Bibliothek übergeben. Der Rote Leihschein verliert durch den Einsatz von EDV-gestützten Fernleihsystemen an Wichtigkeit.

## Leihscheine in der Forschung
Über die Auswertung historischer Leihscheine lässt sich feststellen, welche Literatur beispielsweise von Schriftstellern oder Wissenschaftlern gelesen wurde.